# Machiniste (industrie)
Pour les articles homonymes, voir Machiniste.

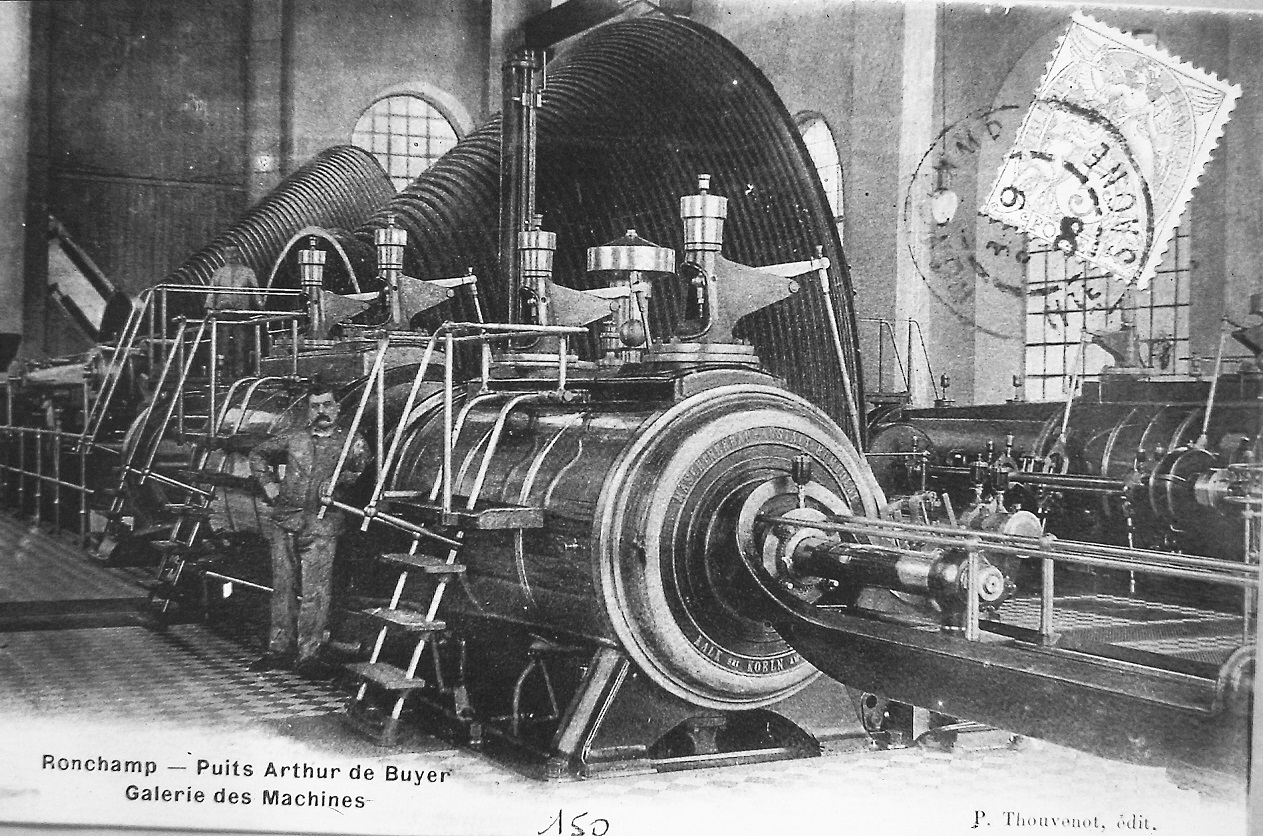
Un machiniste et son outil de travail, une machine à vapeur de 1200 chevaux servant à l'extraction minière du puits Arthur-de-Buyer.

Un machiniste, en industrie, est un technicien spécialisé dans le contrôle des machines-outils. 

## Définition
Le machiniste, à l'aide de commandes qu'elles soient manuelles ou numériques, est chargé du maniement de tout type de machine industrielle. En métallurgie, il est responsable de la fabrication, de la réparation ou encore de la modification de pièces à base de métal ou d'alliages spéciaux. Les machinistes vérificateurs d'usinage déchiffrent et analysent les plans et devis des pièces à fabriquer afin d'en assurer la dimension et la conformité aux normes en vigueur. Ils coordonnent également les différentes opérations relatives à la fabrication des pièces. Il peut aussi être chargé du réglage et de la maintenance des machines outil assignées à la fabrication,. 
Le terme de machiniste était d'ailleurs très répandu au XIXe siècle.

## Homonymie
Dans le monde de l'audiovisuel (en particulier au cinéma) et au théâtre, le machiniste (aussi connu sous l'appellation de technicien de plateau) est chargé de manipuler les différents décors et accessoires et mener à bien la transition entre les différentes scènes. Il s'occupe également de la maintenance et de la mise en marche des différentes machines.
Par ailleurs, dans le monde des transports en commun, on désigne souvent comme "machiniste" les conducteurs de véhicules (autobus).